# لوکا سولاری
لوکا سولاری (ایتالیایی: Luca Solari؛ زادهٔ ۲ اکتبر ۱۹۷۹) دوچرخه‌سوار اهل ایتالیا است.